# Pedro Castro Vázquez
Pedro Castro Vázquez (n. Tomelloso, Ciudad Real, España; 12 de febrero de 1945) es un político español, alcalde del municipio madrileño de Getafe entre 1983 y 2011. También presidió la Federación Española de Municipios y Provincias (FEMP) desde el 11 de noviembre de 2007 hasta el 25 de septiembre de 2011.
Está casado y tiene tres hijos. Siendo ya alcalde de Getafe, comenzó la carrera de Derecho, que no terminó por dedicarse por completo a la alcaldía. Es técnico de organización. Fue concejal del Ayuntamiento de Getafe desde las primeras elecciones democráticas en 1979, siendo entonces primer teniente de alcalde y responsable de Juventud.

## Cargos públicos
Además de exalcalde del municipio madrileño de Getafe desde 1983 hasta 2011, y presidente de la Federación Española de Municipios y Provincias (FEMP) de 2007 a 2011, ha sido miembro de Federación de Municipios de Madrid (FMM), asociación que vertebra a los 179 municipios de la Comunidad de Madrid en defensa de sus intereses, competencias y recursos, y de la Comisión Nacional de Administración Local (CNAL), órgano permanente de colaboración entre la Administración General del Estado y la Administración Local.
En el ámbito internacional, es miembro del Comité Internacional de Ciudades y Gobiernos Locales Unidos (CGLU), que es la organización mundial más grande de ciudades y gobiernos locales del mundo, cuenta con miembros en más de 100 países y defiende los intereses y perspectivas locales en el ámbito global respecto a los temas cruciales para las ciudades y sus ciudadanos. Es miembro fundador del Foro de Autoridades Locales (FAL) por la Inclusión Social de Porto Alegre, Foro comprometido con la democracia, la defensa de los derechos humanos, la lucha por la Paz y la inclusión social.
En el ámbito europeo, ha sido miembro de la Comisión de Municipios y Regiones de Europa (CMRE), organización que trabaja por la unidad europea sobre la base de los gobiernos locales y regionales, y de la Campaña europea de Ciudades y Pueblos por la Sosteniblidad. Dentro de su partido, el Partido Socialista Obrero Español, fue el secretario general de la Agrupación de Getafe y miembro del Comité Regional y Federal, habiendo sido de este último presidente de la Comisión de Asuntos Municipales y Autonómicos.
Presenta su dimisión como concejal al ser procesado en el "Caso Aparcamientos", acusado, junto a su hijo, otros dos concejales del mismo partido PSOE y otra concejala de Izquierda Unida (España), además de cargos administrativos, de los delitos de prevaricación, falsedad documental, fraude, cohecho, negociación prohibida a los funcionarios, malversación y tráfico de influencias por el Juzgado de Instrucción n.º 7 de Getafe. Del cual fue absuelto en el año 2017.

## Alcalde de Getafe
Pedro Castro ha sido alcalde de Getafe durante 7 legislaturas desde la reinstauración de la democracia 1983-2011. En la anterior legislatura ya fue concejal de juventud y Primer Teniente de alcalde.

### Primer mandato(1983-1987)
Las listas del PSOE lograron el 62,42% y 19 concejales por lo que se convirtieron en la primera fuerza política del municipio madrileño.
| Partido                                                                       | % votos           | Concejales |
| ----------------------------------------------------------------------------- | ----------------- | ---------- |
| Partido Socialista Obrero Español Alianza Popular Partido Comunista de España | 62,42 18,58 12,88 | 19 5 3     |

- Comienzan las obras del Hospital Universitario de Getafe

### Segundo Mandato (1987-1991)
Las listas del PSOE lograron el 46,57% y 14 concejales por lo que se proclamaron la primera fuerza política del municipio madrileño.
| Partido | % votos                                     | Concejales |
| --- | ------------------------------------------- | ---------- |
| Partido Socialista Obrero Español Izquierda Unida (España) Centro Democrático y Social Alianza Popular Partido de los Trabajadores de España-Unidad Comunista Partido Demócrata Popular Partido Socialista de los Trabajadores Partido Humanista | 46,57 16,36 15,03 13,03 2,22 1,88 0,65 0,48 | 14 5 4 0   |

### Tercer mandato(1991-1995)
| Partido                                                                    | % votos           | Concejales |
| -------------------------------------------------------------------------- | ----------------- | ---------- |
| Partido Socialista Obrero Español Partido Popular Izquierda Unida (España) | 49,74 20,00 19,71 | 15 6       |

- Se inaugura el Hospital Universitario de Getafe

### Cuarto Mandato(1995-1999)
| Partido                                                                    | % votos           | Concejales |
| -------------------------------------------------------------------------- | ----------------- | ---------- |
| Partido Socialista Obrero Español Partido Popular Izquierda Unida (España) | 38,11 31,13 25,94 | 11 9 7     |

Durante esta legislatura se hizo:
- Se comenzó el  Soterramiento del FFCC(diciembre de 1998-junio de 2001), desde la estación de cercanías del Sector III hasta la estación de las margaritas. Se inauguró el 27 de noviembre de 2000.
- La construcción de la nueva Estación de FFCC Getafe Central se inauguró el 24 de noviembre de 2000.
- Inauguración del nuevo ayuntamiento de Getafe
- Inauguración del Teatro García Lorca

### Quinto mandato (1999-2003)
| Partido                                                                    | % votos           | Concejales |
| -------------------------------------------------------------------------- | ----------------- | ---------- |
| Partido Socialista Obrero Español Partido Popular Izquierda Unida (España) | 51,14 29,21 12,15 | 15 9 3     |

- Se inauguró el Soterramiento del FFCC (24 de noviembre de 2000)
- Se inauguró la Estación de Getafe Central(24 de noviembre de 2000)

### Sexto mandato (2003-2007)
| Partido                                                                    | % votos           | Concejales |
| -------------------------------------------------------------------------- | ----------------- | ---------- |
| Partido Socialista Obrero Español Partido Popular Izquierda Unida (España) | 46,11 33,46 13,21 | 13 10 4    |

- En el año 2003 se inaugura el Metrosur, Getafe es el municipio que más estaciones tiene en total 8.

### Séptimo mandato (2007-2011)
| Partido                                                                    | % votos           | Concejales |
| -------------------------------------------------------------------------- | ----------------- | ---------- |
| Partido Socialista Obrero Español Partido Popular Izquierda Unida (España) | 43,94 36,15 11,65 | 13 11 3    |

## Polémicas

### Bankia
Recientemente y con la caída de Bankia, mientras su partido pedía explicaciones al gobierno acerca del rescate a este banco, el aparecía en las actas de reunión del consejo directivo. Al igual que otros conocidos dirigentes políticos de PP, IU, CiU, así como de sindicatos obreros.

### Getafe, capital de la Comunidad de Madrid
El 25 de agosto de 2006 el alcalde de Getafe comunicó su intención de aprobar una moción, por la cual se pediría que Getafe, sea la capital de la Comunidad de Madrid, –en perjuicio de la actual capital: Madrid, y en contra de lo que se especifica en el propio Estatuto de Autonomía de la Comunidad de Madrid. Getafe, afirma, sería una estupenda candidata para la capitalidad de la comunidad, en tanto que aúna gran parte del desarrollo aeroespacial de toda España, ya es capital de la comarca sur de la comunidad, alberga la Universidad Carlos III, el Obispado, una catedral, un hospital, el conservatorio profesional de música, un Museo de la Aviación y un equipo de fútbol en Primera División, además de unas buenas infraestructuras de comunicación.
Por último, Castro, defiende que es necesario descentralizar la administración autonómica «ya que una parte importante de la administración de la Comunidad debe estar más cerca de los ciudadanos para que sea más eficaz».
Esta idea, que fue criticadísima por otros alcaldes y portavoces de partidos políticos, incluido el propio PSOE, aún es reanimada ocasionalmente por el alcalde, como en declaraciones casi dos años después, solicitando que se cambie la capital de la Comunidad de Madrid a otro municipio; en actos de conmemoración de Getafe como Capital de la Comunidad de Madrid; o en los escudos de su blog, en los que aparece el escudo de Getafe, en el centro del mapa de la provincia, junto a la bandera de la comunidad.

### Sobre los votantes de la derecha
El 1 de diciembre de 2008 fue protagonista de una agria polémica, al preguntarse públicamente «¿Por qué hay tanto tonto de los cojones que todavía vota a la derecha?», durante un acto municipal en el barrio getafense de Juan de la Cierva. Todas las fuerzas políticas salvo el PSOE manifestaron su rechazo a estas declaraciones. Además, el Partido Popular pidió su dimisión como alcalde de Getafe y como presidente de la FEMP, por considerar esas declaraciones intolerables.
Ante tales declaraciones, Pedro Castro no pidió perdón, sino que se justificó diciendo que sólo había «manifestado de manera coloquial que no entiende la incoherencia de los votantes del PP en Getafe»; tales disculpas no resultaron satisfactorias a dirigentes del PP, lo que ha provocado numerosas quejas y reacciones entre sus diversos estamentos, que han decidido abandonar sus cargos en la FEMP, como hicieron los alcaldes de Majadahonda o Alcobendas, o que incluso ha provocado el plante del Grupo Popular en el Senado, a Pedro Castro en su comparecencia parlamentaria como presidente de la FEMP.